# تسرونا تسرکوا
تسرونا تسرکوا (به صربی: Crvena Crkva) یک منطقهٔ مسکونی در صربستان است که در Bela Crkva municipality واقع شده‌است. تسرونا تسرکوا ۷۲۹ نفر جمعیت دارد و ۷۲ متر بالاتر از سطح دریا واقع شده‌است.